# Cor Gubbels

Gubbels met één zijn Hollandse tegenstanders, de recordhouder W.J.A. Arratoon, 1925

Cornelis Alexander (Cor) Gubbels (Bleiswijk, 21 september 1898 – Rotterdam, 24 januari 1975) was een Nederlandse snelwandelaar.

## Biografie

### Deelname aan OS van 1920
Gubbels, die in het dagelijkse leven actief was als kunsthandelaar en masseur, was lid van de Rotterdamse atletiekvereniging Pro Patria, in die tijd op snelwandelgebied de toonaangevende vereniging in Nederland. Snelwandelen was in Nederland aan het begin van de 20e eeuw populair. Tot de jaren twintig hielden Nederlandse clubs zich hiermee bezig. Nadien was het met de populariteit gedaan.
Gubbels nam deel aan de 3000 m snelwandelen op de Olympische Spelen van 1920 in Antwerpen. Hier werd hij in de eerste serie gediskwalificeerd.

### Vele nationale titels en records
Cor Gubbels veroverde tijdens zijn snelwandelloopbaan 26 nationale titels op nummers die niet langer gangbaar zijn. Ook vestigde hij op dergelijke nummers verschillende nationale records, zoals op de halve Eng. mijl, 1000 m, 1500 m, 1 Eng. mijl, 2000 m, 3000 m, 2 Eng. mijl, 3500 m, 4000 m, 3 Eng. mijl, 5000 m, 8.000 m, 10 km, 15 km en 25 km snelwandelen. Zijn in 1930 gelopen Nederlandse record op de 20 km snelwandelen hield 29 jaar stand.
Enkele van genoemde records kwamen overigens op nogal merkwaardige wijze tot stand. Zo won Gubbels bij de Nederlandse kampioenschappen van 1929 op zaterdagavond de 3500 m in 15.29,6. Het officiële wedstrijdprogramma vermeldde echter, dat het toenmalige Nederlandse record op 15.03,3 zou staan. Niemand lette dus bijzonder op de tijd van Gubbels. Totdat George Buff op zondagochtend tot de ontdekking kwam, dat er een drukfout in het programma was geslopen en dat het vermelde record 15.33,0 moest zijn. Haastig werd daarna alsnog een recordaanvraag ingediend.
Nog vreemder was de verbetering van het 2000 m record. Gubbels had ingeschreven voor de 1500 m, maar aangekondigd door te willen lopen tot 1609 m om het Nederlands record op de Engelse mijl aan te vallen. De rondetellers maakten echter de fout hem na 1609 meter nog een ronde te laten lopen, waardoor hij uiteindelijk 2009 meter bleek te hebben afgelegd in een tijd die beter was dan het bestaande 2000 m record. Hij diende zodoende ook een recordaanvraag in voor deze afstand.

### Trainer
Na zijn actieve loopbaan verzorgde Gubbels snelwandeltrainingen. In de jaren zestig werd hij trainer van baanatleten bij de Rotterdamse atletiekvereniging Metro, die mede door hem werd opgericht in 1955. Enkele van zijn atleten groeiden uit tot nationale toppers. Het bekendste voorbeeld is Aad Steylen.
Gubbels ontving in 1973 de Gouden Speld van de KNAU, wegens zijn 60-jarige inzet voor de atletiek.

## Nederlandse kampioenschappen
| Onderdeel           | Jaar                                     |
| ------------------- | ---------------------------------------- |
| 1500 m snelwandelen | 1920, 1922, 1923, 1926, 1929, 1930       |
| 3500 m snelwandelen | 1922, 1923, 1925, 1926, 1929, 1930, 1932 |
| 10 km snelwandelen  | 1922, 1923, 1925, 1926, 1928, 1930, 1931 |
| 25 km snelwandelen  | 1923, 1924, 1925, 1926, 1928, 1930       |

## Nederlands record
| Onderdeel          | Prestatie | Datum          | Plaats   |
| ------------------ | --------- | -------------- | -------- |
| 20 km snelwandelen | 1:42.22,6 | 5 oktober 1930 | Den Haag |